# Berliner Zeitung
Berliner Zeitung, grundlagt 21. maj 1945, er en tysk avis, der udgives fra Berlin. Avisen er den eneste østtyske avis, der har opnået national betydning siden genforeningen. I 2003 var avisen den største abonnementsavis i Berlin – weekendudgaven udkommer i 207.800 eksemplarer og læses af 468.000 berlinere. Til hverdag er oplaget 184.709.
Efter Berlinmurens fald blev avisen opkøbt af Gruner + Jahr og den britiske udgiver Robert Maxwell. Gruner + Jahr blev senere eneejer og relancerede avisen i 1997 med helt nyt design. Det var målet at gøre Berliner Zeitung til Tysklands svar på Washington Post. Avisen blev beskrevet som en "ung, moderne og dynamisk" avis for hele Tyskland. Gruner + Jahr solgte imidlertid avisen i 2002 til udgivergruppen Holtzbrinck. De tyske konkurrencemyndigheder forbød salget, idet Holtzbrinck allerede ejdede en anden stor Berlin-avis, Der Tagesspiegel. 
I efteråret 2005 blev Berliner Zeitung så solgt til britiske Mecom Group og amerikanske Veronis Suhler Stevenson og avisen blev dermed den første i Tyskland, der er kontrolleret af udenlandske ejere. Det anslås at købsprisen androg mellem 1,1 og 1,3 mia. kr. Medarbejderne kritiserede saget og frygtede, at Mecom-bossen David Montgomerys krav om profit ville gå ud over avisens journalistiske kvalitet.